# Хирата, Хироаки
Хироаки Хирата (яп. 平田広明 Хирата Хироаки, 7 августа, 1963, префектура Токио) — японский сэйю и актёр дубляжа. Как сэйю известен по роли Сандзи из One Piece. Официальный японский голос, дублирующий Джонни Деппа и Мэтта Деймона. Кроме того, он дублировал многие роли Джуда Лоу и Джоша Хартнетта.

## Позиции в Гран-при журнала Animage
- 2002 год — 14-е место в Гран-при журнала Animage в списке лучших сэйю[2]

## Роли в аниме
- 1997 год — У истоков Творения - Библейские истории (Иосиф);
- 1997 год — Kindaichi Shounen no Jikenbo (1997) (Ёсукэ Ицуки);
- 1998 год ― Teenage Mutant Ninja Turtles (Рафаэль (настоящее время) на Японском дубляж);
- 1999 год — Digimon Adventure - Gekijouban (Голос за кадром);
- 1999 год — Digimon: Digital Monsters (Голос за кадром);
- 1999 год — Ван-Пис (ТВ) (Сандзи);
- 2000 год — Gensou Maden Saiyuki TV (Ся Годзё);
- 2000 год — Hajime no Ippo (Кэйго Окита);
- 2000 год — Легендарный игрок Тэцуя (Ю-сан);
- 2000 год — Инуяся (ТВ-1) (Суйкоцу);
- 2000 год — Ван-Пис (спецвыпуск #1) (Сандзи);
- 2001 год — Ван-Пис: Танцевальный марафон Джанго (Сандзи);
- 2001 год — Ван-Пис: Фильм второй (Сандзи);
- 2001 год — Digimon Tamers (Леомон);
- 2001 год — Gekijouban Gensou Maden Saiyuuki: Requiem (Годзё);
- 2001 год — Телохранитель ветра (ТВ) (Джордж (Дзёдзи) Кодама);
- 2001 год — Солдаты будущего (Чань Хуа);
- 2002 год — Ван-Пис: Футбольный король мечты (Сандзи);
- 2002 год — Полиция Будущего: Монстр (фильм третий) (Хата);
- 2002 год — Детектив Конан (фильм 06) (Тадааки Касимура);
- 2002 год — Gensou Maden Saiyuuki: Kibou no Zaika (Годзё);
- 2002 год — Маленькая Принцесса Юси (Фредерик);
- 2002 год — Наруто (ТВ-1) (Гэмма Сирануи);
- 2003 год — Аниматрица (эпизод «История одного ребенка») — Нео
- 2003 год — Лицензировано королевством (Джек Хефнер);
- 2003 год — Ashita no Nadja (Карло);
- 2003 год — Ван-Пис (спецвыпуск #2) (Сандзи);
- 2003 год — Первый шаг: Путь чемпиона (Кэйга Окита);
- 2003 год — Насу: Лето в Андалусии (Фрэнки);
- 2003 год — Gensomaden Saiyuki Reload (Ся Годзё);
- 2003 год — Ван-Пис (спецвыпуск #3) (Сандзи);
- 2004 год — Нитабо: Слава создавшего цугару-дзямисэн (Томэкути);
- 2004 год — Призрак в доспехах 2: Невинность (Кога);
- 2004 год — Saiyuuki Reload Gunlock (Ся Годзё);
- 2004 год — Отныне Мао, король демонов! (первый сезон) (Гейген Хубер);
- 2004 год — Мадлакс (Эрик Гиллен);
- 2004 год — ДиарС (Xaki);
- 2004 год — Эльфийская песнь (Профессор Какудзава);
- 2004 год — Фантастические дети (Директор детского дома);
- 2004 год — Monster (Яромир Липски);
- 2005 год — Digital Monster X-Evolution (Леомон);
- 2005 год — Ксеносага (Аллен Риджли);
- 2005 год — Трансформеры: Сила Галактики (Гаскет);
- 2005 год — Ван-Пис: Фильм шестой (Сандзи);
- 2005 год — Отныне Мао, король демонов! (второй сезон) (Гейген Хубер);
- 2006 год — Глядя на полумесяц (Горо Нацумэ);
- 2006 год — Аякаси: Классика японских ужасов (Иэмон Тамия);
- 2006 год — Хеллсинг OVA (Пип Бернадотт);
- 2006 год — Ван-Пис: Фильм седьмой (Сандзи);
- 2006 год — Эйр Гир (Ясуёси Сано);
- 2006 год — Пираты «Черной лагуны» (первый сезон) (Бенни);
- 2006 год — Пираты «Черной лагуны» (второй сезон) (Бенни);
- 2007 год — Ван-Пис: Фильм восьмой (Сандзи);
- 2007 год — Лунная миля (первый сезон) (Лостмен);
- 2007 год — Священные звери (ТВ-2) (Камуи);
- 2007 год — Клеймор (Рубель);
- 2007 год — Saiyuki Reload: Burial (Ся Годзё);
- 2007 год — Лунная миля (второй сезон) (Лостмен);
- 2008 год — Ван-Пис: Фильм девятый (Сандзи);
- 2008 год — Ящик нечисти (Акихико Тюдзэндзи);
- 2009 год — Ханаан (Сантана);
- 2009 год — Kuuchuu Buranko (Тацуро Икэяма (эп. 5));
- 2009 год — Halo Legends (Спартан-1337 [Odd One Out])
- 2009 год — Ван-Пис: Фильм десятый (Сандзи)
- 2010 год — Rita to Nantoka (Нантока)
- 2010 год — Пираты «Чёрной лагуны» (Бенни)
- 2011 год — Tiger & Bunny (Котэцу Кабураги/Тигр)
- 2011 год — Saiyuuki Gaiden (Кэнрэн)
- 2012 год — Another (Тацудзи Тибики)
- 2012 год — Uchuu Kyoudai (Мутта Намба)
- 2012 год — Sword Art Online (Кляйн)
- 2012 год — Shinsekai yori (Киромару)
- 2013 год — Chokkyuu Hyoudai Robot Anime: Straight Title (голос за кадром)
- 2018 год — B: The Beginning (Кейт Флик)

## Роли в видеоиграх
- 2006 год — Namco X Capcom — Брюс МакГиверн
- 2006 год — Final Fantasy XII — Балтьер
- 2011 год — Ultimate Marvel vs. Capcom 3 — Вергилий
- 2013 год — Metal Gear Rising: Revengeance — Jetstream Sam

Смешанные роли:
- 1999 — Ван-Пис [ТВ] — вокал (We Are! 7-nin no Mugiwara Kaizoku-Dan Hen (эп. 279—283))
- 2007 — Saiyuuki Reload: Burial — вокал (shiny moon)